# Dussia discolor
Dussia discolor är en ärtväxtart som först beskrevs av George Bentham, och fick sitt nu gällande namn av Gerda Jane Hillegonda Amshoff. Dussia discolor ingår i släktet Dussia och familjen ärtväxter. Inga underarter finns listade i Catalogue of Life.